# Kabupaten Sambas
Kabupaten Sambas är ett kabupaten i Indonesien.   Det ligger i provinsen Kalimantan Barat, i den nordvästra delen av landet, 900 km norr om huvudstaden Jakarta. Antalet invånare är 496 120.